# Norilsk
Norilsk (rusky Норильск) je město na Sibiři v asijské části Ruska. Leží za severním polárním kruhem na severu Krasnojarského kraje, jehož je druhým největším sídlem. Jde také o druhé největší město za polárním kruhem (po Murmansku). Počet obyvatel se rapidně zvýšil z původních 176 000 na 230 000 obyvatel v roce 2005 díky administrativnímu připojení Talnachu a Kajerkanu. Město je uzavřené, od listopadu 2001 je dovolen vstup do města pouze občanům Ruska a Běloruska.
Důležitým odvětvím průmyslu je těžba kovů (hlavně niklu) a uhlí. Těžební průmysl však představuje velkou zátěž pro životní prostředí, Norilsk patří mezi nejznečištěnější města na světě. Norilsk patří k městům nejvíce ohroženým pokračujícím táním permafrostu.

## Historie
Norilsk byl budován od dvacátých let 20. století. Jako oficiální datum založení se však často uvádí rok 1935, kdy se stal centrem Norillagu, „nápravně pracovního tábora“, který zde existoval až do 22. srpna 1956. Norilsk získal status města roku 1953. Od roku 2001 je pro vstup do města pro cizince potřebné povolení.
Norilsk leží na jednom z největších ložisek niklu na světě. Právě těžba a zpracování kovů je zde hlavním průmyslem. Ložiska kovů na Sibiři byla známá o dvě století dříve, než byl založen Norilsk. Těžba ale začala až v roce 1939. 
Podle archivu Norillagu, v Norilsku zemřelo 16 806 vězňů, kvůli podmínkám nucených prací, hladovění a extrémní zimě, a to pouze za dobu existence pracovního tábora (1935–1956). Smrtelné případy byly zvláště vysoké během Druhé světové války, kdy byly sníženy dodávky jídla. Významný počet vězňů pokračovalo v práci v dolech i po uzavření pracovního tábora, a to až do roku 1979.
Roku 2005 byla k Norilsku připojena sousední města Talnach a Kajerkan.
Norilsk-Talnakh je stále velice nebezpečným dolem. Podle těžební společnosti zde, v roce 2005, byly 2,4 nehody na tisíc pracovníků. V roce 2017 Norilsk Nickel uvedly, že snížily zranění pracovníků skoro o 60% od roku 2013.
V červnu 2020 uniklo z elektrárny v Norilsku 20 000 tun nafty do místní řeky. 

## Demografie

### Obyvatelstvo
Počet obyvatel v Norilsku je 181 830 (2020). Po pádu Sovětského svazu se počet obyvatel snížil o 40 000, ale po připojení měst Talnachu a Kajerkanu a včetně dočasných obyvatel je počet přes 220 000 lidí. 
Průměrná délka života je v Norilsku o deset let nižší (59 let), než ve zbytku Ruska (69 let). 
| 1939    | 1959    | 1962    | 1967    | 1970    | 1973    | 1976    | 1979    |
| ------- | ------- | ------- | ------- | ------- | ------- | ------- | ------- |
| 13 886  | 109 442 | 117 000 | 129 000 | 135,487 | 150 000 | 167 000 | 180 358 |
| 1982    | 1989    | 1992    | 1998    | 2002    | 2005    | 2010    | 2021    |
| 183 000 | 174 673 | 165 400 | 151 200 | 134 832 | 131 900 | 175 365 | 174 453 |

## Poloha

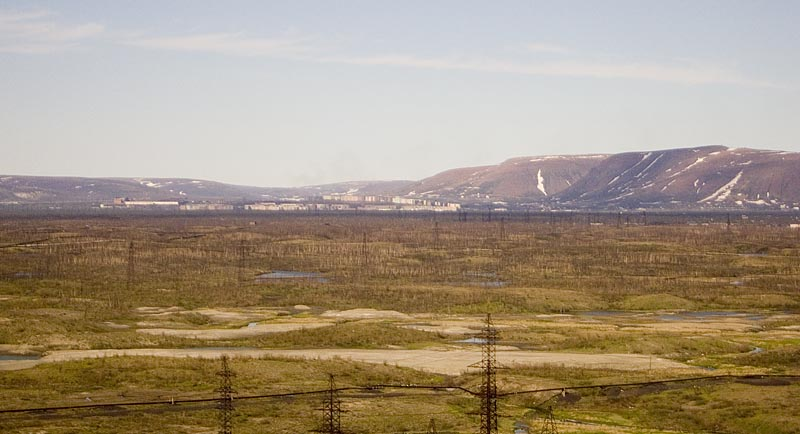
Tundra v okolí Norilsku

Norilsk je nejsevernější město s počtem obyvatel přesahujícím 100 000. Leží zhruba 400 km severně od severního polárního kruhu, na západním úpatí plošiny Putorana v oblasti věčně zmrzlé půdy.
Zhruba 100 km západně od města teče řeka Jenisej, jeden ze sibiřských veletoků, s jehož přístavem Dudinka je Norilsk spojen železnicí.
Norilsk se dříve geograficky nacházel na území Tajmyrského autonomního okruhu, ale i přesto administrativně patřil k tehdejšímu Krasnojarskému kraji (k němu pak byl 1. ledna 2007 Tajmyrský autonomní okruh spolu s Evenckým autonomním okruhem připojen).

## Podnebí
Kvůli tomu, že se Norilsk nachází za Polárním kruhem, má subpolární podnebí (Köppenova klasifikace podnebí) s velice dlouhou, chladnou zimou a krátkým, mírným létem. Město je pokryto sněhem asi 250–270 dní v roce, se sněhovými bouřemi asi 110–130 dní. Tzv. Půlnoční slunce je na obloze od 21. května do 24. července (65 dní), a období, kdy slunce nevyjde, polární noc, je od 30. listopadu do 13. ledna (45 dní). V červenci někdy teploty vystoupají i nad 25 °C. Okolí města je převážně bezestromá tundra, v Norilsku je, i kvůli znečištění pouze pár stromů.

## Těžba

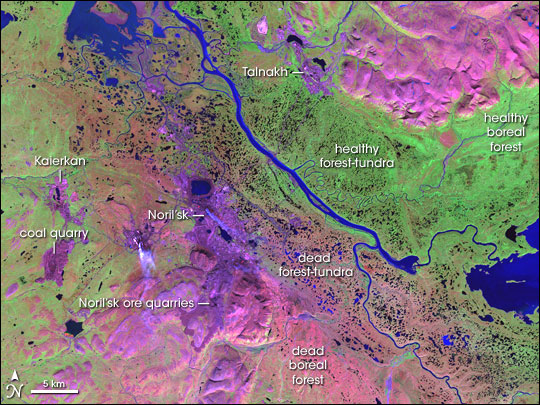
Satelitní snímek okolí ve falešných barvách ukazující poškození přírody v souvislosti s těžbou. Zeleně plochy porostlé vegetací, fialově a růžově místa bez vegetace (včetně měst a hor). Lze zřetelně rozeznat sloupec dýmu stoupající z Norilsku (na snímku modrý). Vlevo nahoře je vidět jižní cíp jezera Pjasino, vpravo dole západní část jezera Melkoje, mezi nimi řeka Norilka. Vysvětlivky:

V oblasti Norilsku se těží řada kovů (nikl, kobalt, palladium, platina, měď), jsou zde i ložiska uhlí, které je využíváno mimo jiné k výrobě elektřiny.

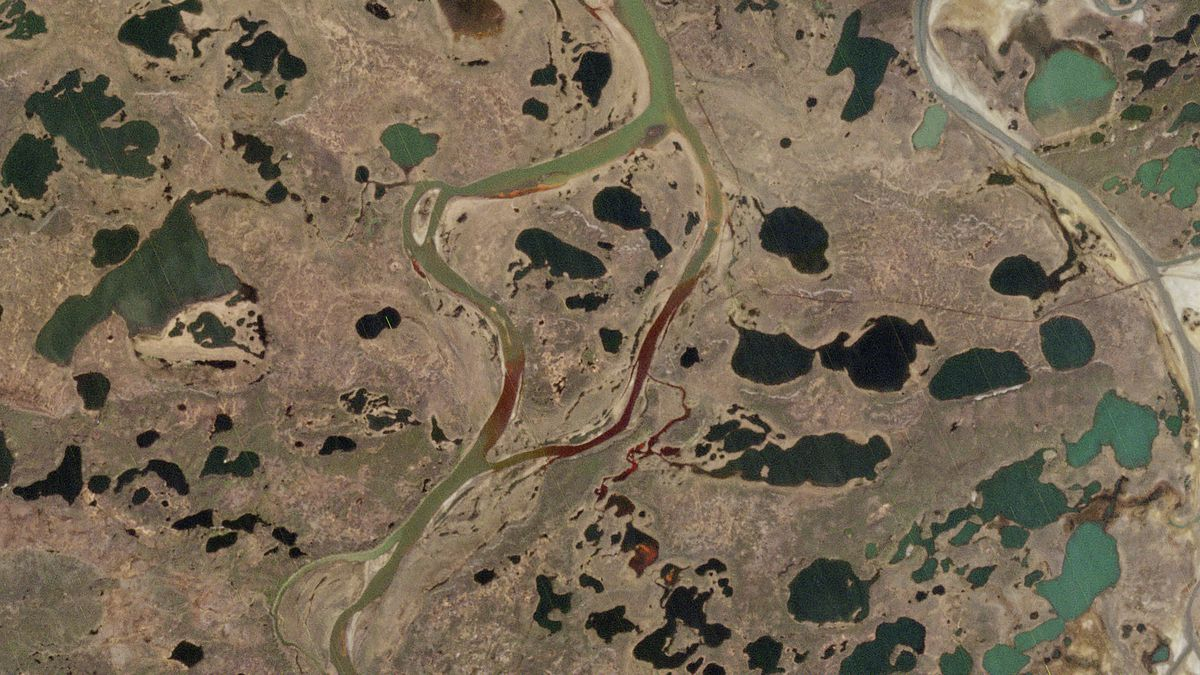
Ropné skvrny v řece Ambarnaja na satelitním snímku ze dne 31. 5. 2020

Nejvýznamnějším podnikem je Norilsk Nickel, největší těžař niklu a palladia na světě a dominantní zaměstnavatel v oblasti.

### Ložiska niklu
Ložiska v dole Norilsk-Talnakh jsou největší známá ložiska niklu, mědi a palladia na světě. Tvořila se asi před 250 miliony lety, během erupce sibiřských trapů. Momentálně známé zásoby surovin jsou asi 1,8 miliard tun. 

### Negativní důsledky těžby
Norilsk je považován za jedno z nejznečištěnějších měst světa (v žebříčku na time.com předstihl i ukrajinský Černobyl), což je způsobeno především těžbou kovů a jejich zpracováním bez účinných kontrol znečištění.
V ovzduší jsou přítomny jemné částice a řada jedovatých látek (oxid siřičitý, fenoly, těžké kovy) představuje nebezpečí pro životní prostředí. Obyvatelé Norilsku trpí onemocněními dýchací soustavy daleko častěji, než je běžné v neznečištěných částech Ruska. V důsledku těžby vymřely okolní lesní porosty v rozsahu téměř 5 000 km² či 24 000 km².
Dne 29. května 2020 došlo na zařízení Norilsko-tajmyrské energetické společnosti (NTEK), která patří Nornikelu, k závažné havárii, v jejímž důsledku uniklo do okolní půdy a vodních toků na 20 000 tun paliva a maziv. Příslušné orgány se navíc o této katastrofě dozvěděly se zpožděním. Ruský prezident Vladimir Putin kvůli této ekologické katastrofě vyhlásil v Krasnojarském kraji federální nouzový stav. Odborníci z ruské pobočky Greenpeace odhadli vzniklé ekologické škody na částku, přesahující šest miliard rublů. Náklady firmy Norilsk Nickel na odstranění následků havárie byly odhadnuty na 10 miliard rublů (zhruba 3,4 miliardy korun). Navzdory plovoucím zábranám se ropné látky po řece Ambarnaja dostaly do velkého jezera Pjasino, které leží severně od Norilska. Z jezera Pjasino vytéká stejnojmenná řeka, která ústí do Karského moře.
Deník Novaja gazeta ve spolupráci s aktivisty Greenpeace zároveň zjistil, že z Talnachské úpravny rud, která patří společnosti Norilsk Nickel, byly do řeky Charajelach a okolní tundry zřejmě pravidelně vypouštěny odpadní vody, kontaminované kyselinou sírovou, těžkými kovy a tenzidy. Řeka Charajelach ústí do jezera Pjasino.

## Doprava

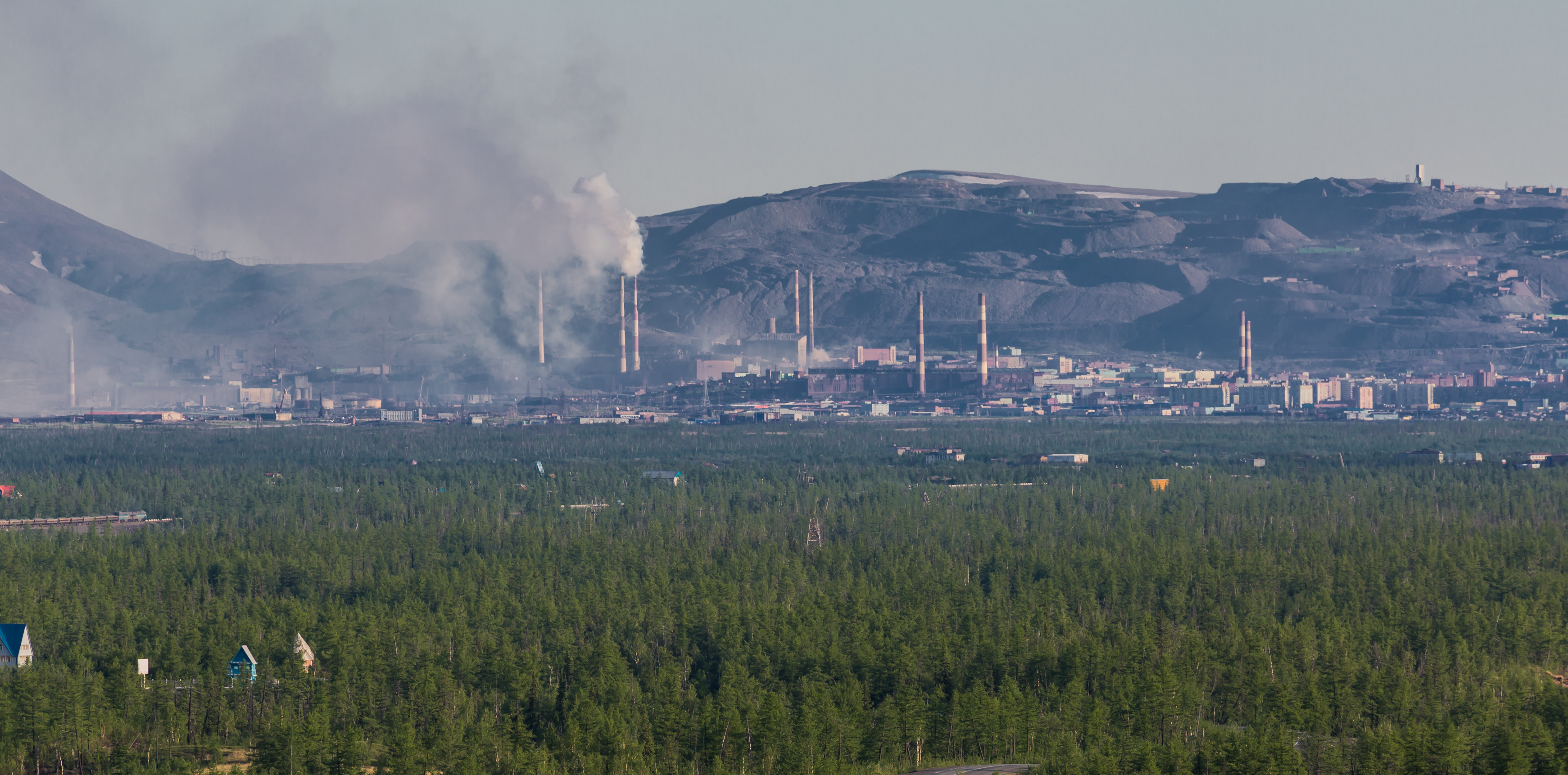
Pohled na Norilsk z Talnachu

Asi 35 km západně od Norilsku se nachází letiště Alykel (Аэропорт Алыкель), které představuje vzhledem k odlehlosti města nejrychlejší spojení se vzdálenějšími místy. V oblasti Norilsku existuje silniční síť, ta však město spojuje pouze s místy v blízkém okolí – lze tak dojet do Talnachu, Kajerkanu nebo třeba na letiště. Jednotlivá města jsou propojena i železnicí. Její hlavní význam spočívá v tom, že se po ní vyváží produkty těžby do přístavu Dudinka na Jeniseji, odkud mohou být po vodě přepraveny dále.
Společnost Ruské železniční dráhy (Российские железные дороги) plánuje v rámci programu modernizace ruských drah napojit Norilsk na celostátní železniční síť.